# Нисида, Мамору
Мамору Нисида (яп. 西田 司, 13 мая 1928, Одзу — 9 мая 2014, там же) — японский государственный деятель, министр внутренних дел Японии (1998—1999 и 2000).

## Биография
Получил высшее сельскохозяйственное образование в Университете Эхимэ. Его политическая карьера началась на муниципальном уровне в 1959 году, когда он был избран в качестве кандидата от ЛДП на пост мэра Нагахамы. На этой должности он пробыл до 1963 года.
В 1976 году он был избран в Палату депутатов и переизбирался в течение восьми сроков, вплоть до 2003 года. Играл большую роль в общественно-политической жизни своей родной префектуры Эхиме, в частности, в поражении действующего губернатора Садаюки Ига на выборах в 1999 году, в реализации многих инфраструктурных проектов, строительстве в Мацуяме крупного онкоцентра.
В ЛДП он принадлежал к фракции «Клуб четверга» (Mokuyō kurabu), второй по величине в партии. Тесно сотрудничал с видным функционером либерал-демократов Хирому Нонакой.
- 1990—1991 годы — возглавлял Управление по земельным отношениям (Kokudo-СНО), в котором ранее он был парламентским секретарём,
- 1998—1999 годы — министр внутренних дел и председатель комиссии по общественной безопасности Японии в кабинете Кэйдзо Обути,
- июль-декабрь 2000 года — вновь министр внутренних дел и председатель комиссии по общественной безопасности Японии в кабинете Ёсиро Мори.

В 2002 году был награждён Большим крестом ордена Восходящего солнца. В 2003 году принял решение об уходе из политики.